# Блестящ ибис
Блестящият ибис (Plegadis falcinellus) е птица от семейство Ибисови (Threskiornithidae). 
Видът се среща и в България и  е включен в Червената книга на България.

## Физически характеристики и външност
Птиците от този вид имат дълъг, извит на долу клюн, с който ловят различни водни безгръбначни. 
Те са уникално красиви със своята смеска от цветове – червено и черно. Червеното оперение започва от главата му, достига до средата на тялото му, а оттам започва черното, покриващо го чак до тъмните му крачета.

## Разпространение
Блестящият ибис обитава мочурливи терени, като в България гнезди предимно по дунавските острови и блата, а по време на прелет може да бъде видян по черноморското крайбрежие и във вътрешността на страната.